# Rayman 3: Hoodlum Havoc
A Rayman 3: Hoodlum Havoc a harmadik nagyszabású játék a Rayman sorozatban, és a Rayman 2: The Great Escape indirekt folytatása. A játék 2003 márciusában jelent meg PlayStation 2-re, GameCube-ra, Xbox-ra, illetve Microsoft Windows-ra. Mint elődje, ez is egy 3D platformer játék.
Ez az első olyan Rayman játék, amely nem Michel Ancel vezetése alatt készült, mivel a sorozat atyja éppen a Beyond Good & Evil fejlesztésével volt elfoglalva. A játék tervezésében ennek ellenére konzulensként részt vett, neki kellett több modellezési területet letisztáznia (köztük Rayman új kinézetét is) és ötleteket adnia a szereplőkhöz és a környezethez.
2012. márciusában jelent meg a játék felújított textúrákkal, hangokkal, új árnyék és fény rendszerrel a PS3 és Xbox 360-ra, Rayman 3 HD néven.